# Liga SEHA
A Liga SEHA mais conhecida por SEHA League (South East Handball Association League) é uma liga profissional de clubes de andebol do sudeste da Europa, com clubes do da Bielorrússia, China, Croácia, Hungria, Macedônia do Norte, Rússia, Sérvia, Eslováquia e Ucrânia, sua sede fica em Zagreb.
A Liga existe a par das diversas ligas nacionais, sendo que todos os clubes da SEHA participam nas respectivas competições nacionais, na Primavera, após o término da Liga SEHA.
O RK Vardar foi o primeiro campeão, em 2011-12, sendo também a equipa com mais títulos na competição: cinco.

## História
Criado em 2011 foi uma maneira de criar uma liga regional mais forte que os devidos campeonatos nacionais, em nações na qual o andebol tem grande popularidade.
Na primeira edição, participaram 14 clubes, sendo que nas edições seguintes o número de participantes foi reduzindo. Em 2019-20 participam 12 clubes de 6 países
O formato do torneio é de fase regular com 2 grupos, seguido de play-off e uma Final Four para decidir o campeão. Os 2 primeiros de cada grupo apuram-se directamente para os quartos de final, enquanto os restantes para a 1ª fase dos play-offs.

## Temporada 2019–20
Abaixo a lista dos participantes da temporada 2019–20 da Liga SEHA.
| País               | Equipa                   | Cidade     | Pavilhão (Capacidade)                     |
| Bielorrússia       | Meshkov Brest            | Brest      | Universal Sports Complex Victoria (3,740) |
| China              | Beijing Sport University | Beijing    | Dom sportova 2, Zagreb1(3,100)            |
| Croácia            | PPD Zagreb               | Zagreb     | Dom sportova 2 (3,100)                    |
| Croácia            | Nexe                     | Našice     | Sportska dvorana kralja Tomislava (2,500) |
| Hungria            | Telekom Veszprém         | Veszprém   | Veszprém Aréna (5,096)                    |
| Macedônia do Norte | Vardar                   | Skopje     | Jane Sandanski Arena (7,500)              |
| Macedônia do Norte | Eurofarm Pelister        | Bitola     | Sports Hall Boro Čurlevski (3,700)        |
| Rússia             | Spartak Moscow           | Moscovo    | Dynamo Sports Palace (5,000)              |
| Sérvia             | Metaloplastika           | Šabac      | Zorka Hall (3,000)                        |
| Sérvia             | Vojvodina                | Novi Sad   | Sportski centar Slana Bara (2,000)        |
| Eslováquia         | Tatran Prešov            | Prešov     | City Hall Prešov (4,870)                  |
| Ucrânia            | Motor Zaporozhye         | Zaporizhia | Yunost Sport Hall (3,600)                 |

Notes

## Finais
| Temporada | Sede     | Final         | Final     | Final           | 3º e 4º lugar   | 3º e 4º lugar | 3º e 4º lugar |
| Temporada | Sede     | Campeão       | Resultado | Finalista       | Terceiro        | Resultado     | Quarto        |
| --------- | -------- | ------------- | --------- | --------------- | --------------- | ------------- | ------------- |
| 2011–12   | Zagreb   | Vardar Skopie | 21 – 18   | Metalurg Skopie | RK Zagreb       | 31 – 29       | Tatran Prešov |
| 2012–13   | Skopje   | RK Zagreb     | 25 – 24   | Vardar Skopie   | Metalurg Skopie | 26 – 21       | Meshkov Brest |
| 2013–14   | Novi Sad | Vardar Skopie | 29 – 27   | Meshkov Brest   | RK Zagreb       | 36 – 28       | Tatran Prešov |
| 2014–15   | Veszprém | Veszprém KC   | 32 – 21   | Meshkov Brest   | RK Zagreb       | 26 – 23       | Vardar Skopie |
| 2015–16   | Varaždin | Veszprém      | 28–26     | Vardar          | PPD Zagreb      | 24−23         | Meshkov Brest |
| 2016–17   | Brest    | Vardar        | 26–21     | Veszprém        | Meshkov Brest   | 23−19         | PPD Zagreb    |
| 2017–18   | Skopje   | Vardar        | 26–24     | PPD Zagreb      | Celje           | 31–28         | Meshkov Brest |
| 2018–19   | Brest    | Vardar        | 26–23     | PPD Zagreb      | Meshkov Brest   | 24–19         | Nexe          |
| 2019–20   | Zadar    | ·             |           | ·               | ·               |               | ·             |

## Estatísticas

### Por clube
| Clube    | Campeão | Finalista | Anos Campeão                 | Anos Finalista |
| -------- | ------- | --------- | ---------------------------- | -------------- |
| Vardar   | 5       | 2         | 2012, 2014, 2017, 2018, 2019 | 2013, 2016     |
| Veszprém | 2       | 1         | 2015, 2016                   | 2017           |
| Zagreb   | 1       | 2         | 2013                         | 2018, 2019     |
| Meshkov  | 0       | 2         |                              | 2014, 2015     |
| Metalurg | 0       | 1         |                              | 2012           |
| Total    | 8       | 8         |                              |                |

### Por Páis
| País            | Campeão | Finalista | Finais |
| --------------- | ------- | --------- | ------ |
| North Macedonia | 5       | 3         | 8      |
| Hungary         | 2       | 1         | 3      |
| Croatia         | 1       | 2         | 3      |
| Belarus         | 0       | 2         | 2      |
| Total           | 8       | 8         | 16     |

### Clubes participantes
Actualizado até à época 2019–20 (incluída).
 A Bold os anos em que a equipa foi campeã.
| Clube                    | #Participações | Anos                                                 |
| ------------------------ | -------------- | ---------------------------------------------------- |
| Vardar                   | 9              | 2012, 2013, 2014, 2015, 2016, 2017, 2018, 2019, 2020 |
| Zagreb                   | 9              | 2012, 2013, 2014, 2015, 2016, 2017, 2018, 2019, 2020 |
| Tatran                   | 9              | 2012, 2013, 2014, 2015, 2016, 2017, 2018, 2019, 2020 |
| Nexe                     | 9              | 2012, 2013, 2014, 2015, 2016, 2017, 2018, 2019, 2020 |
| Meshkov                  | 8              | 2013, 2014, 2015, 2016, 2017, 2018, 2019, 2020       |
| Metalurg                 | 7              | 2012, 2013, 2014, 2015, 2017, 2018, 2019             |
| Vojvodina                | 6              | 2014, 2015, 2016, 2018, 2019, 2020                   |
| Borac                    | 5              | 2012, 2013, 2014, 2015, 2016                         |
| Izviđač                  | 4              | 2012, 2013, 2017, 2019                               |
| Veszprém                 | 4              | 2015, 2016, 2017, 2020                               |
| Lovćen                   | 3              | 2012, 2013, 2014                                     |
| Metaloplastika           | 2              | 2012, 2020                                           |
| Celje                    | 2              | 2017, 2018                                           |
| Gorenje                  | 2              | 2017, 2018                                           |
| Bosna                    | 1              | 2012                                                 |
| Crvena zvezda            | 1              | 2012                                                 |
| Sutjeska                 | 1              | 2012                                                 |
| Sloga                    | 1              | 2013                                                 |
| Partizan                 | 1              | 2014                                                 |
| Radnički                 | 1              | 2015                                                 |
| Maks Strumica            | 1              | 2016                                                 |
| Spartak Vojput           | 1              | 2016                                                 |
| Dinamo Pančevo           | 1              | 2018                                                 |
| CSA Steaua Bucareste     | 1              | 2019                                                 |
| Železničar               | 1              | 2019                                                 |
| Beijing Sport University | 1              | 2020                                                 |
| Eurofarm Rabotnik        | 1              | 2020                                                 |
| Motor Zaporizhia         | 1              | 2020                                                 |
| Spartak Moscow           | 1              | 2020                                                 |